# Derbi de Varsovia

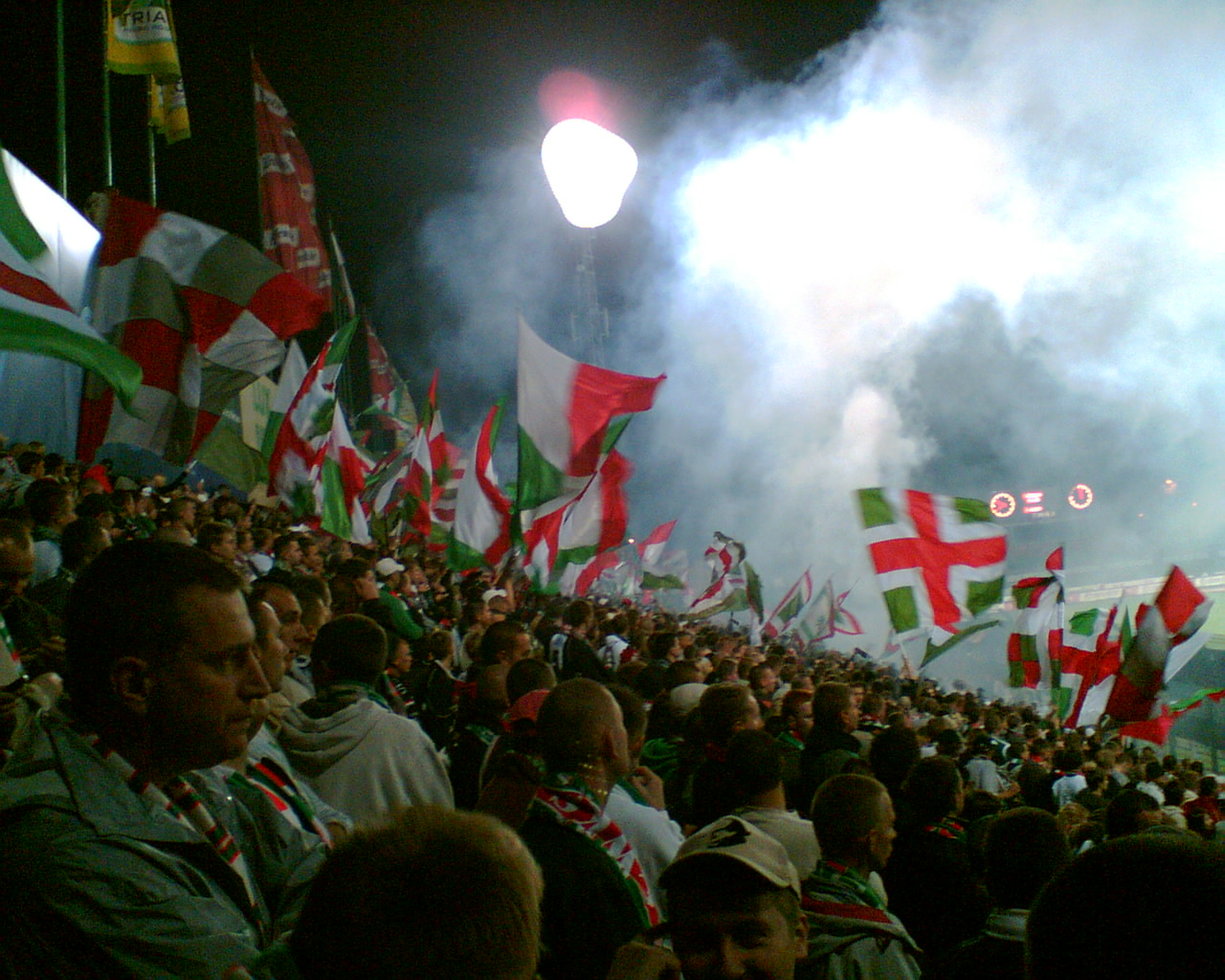
Aficionados del Legia de Varsovia en un derbi contra el Polonia Varsovia en 2005.

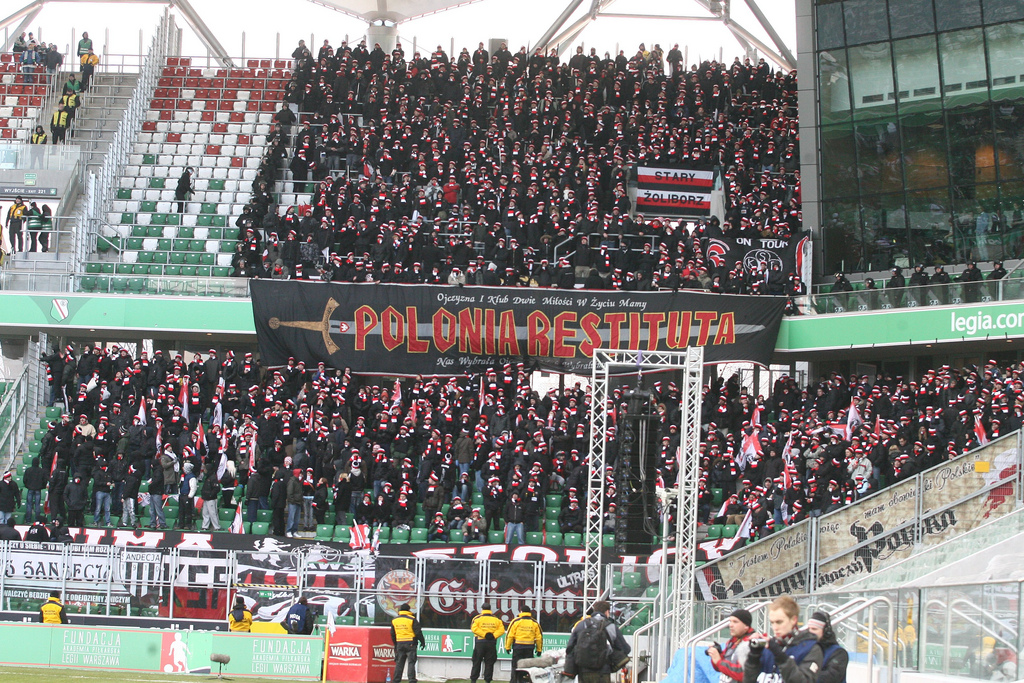
Aficionados del Polonia Varsovia en un partido contra el Legia de Varsovia en el Stadion Wojska Polskiego.

El Derbi de Varsovia (en polaco: Derby Warszawy), es un partido de fútbol de gran rivalidad entre el Legia de Varsovia y el Polonia Varsovia, los dos equipos más populares de la ciudad.
El primer derbi no se disputó hasta el 10 de abril de 1927, y el resultado fue de 2 a 2. Desde entonces, se han jugado 78 partidos, con 29 victorias por parte del Legia, 29 del Polonia y 20 empates.
En la temporada 2013, el Polonia Varsovia descendió a la I liga, la segunda categoría futbolística del país debido a la falta de pago de impuestos, por lo que hasta la fecha no se han vuelto a disputar el derbi.

## Enfrentamientos
| Campeonato         | Victorias del Legia | Empates | Victorias del Polonia |
| Ekstraklasa        | 27                  | 19      | 25                    |
| Copa de Polonia    | 1                   | 1       | 2                     |
| Puchar Ligi        | 0                   | 0       | 1                     |
| Puchar Ekstraklasa | 1                   | 0       | 1                     |
| Total              | 29                  | 20      | 29                    |

Actualizado al 29 de noviembre de 2014.
| Enfrentamientos |                 |         |                   |
| Partidos        | Victorias Legia | Empates | Victorias Polonia |
| 78              | 29              | 20      | 29                |